# Wereldkampioenschappen veldrijden 2000
De wereldkampioenschappen veldrijden 2000 werden gehouden in het weekend van 29 en 30 januari 2000 in Sint-Michielsgestel, Nederland. Voor het eerst werd er een vrouwenwedstrijd gereden.

## Verloop

### Voorbeschouwing: verdrag Rabobank tegen De Clercqs drie op een rij
Een mijlpaal kon men de allereerste vrouwen elite wedstrijd noemen, waarvoor de Duitse Hanka Kupfernagel unaniem als topfavoriete gold, maar jammer genoeg raakte deze wat ondergesneeuwd door heisa omtrent de mannen elite wedstrijd. Wanneer Sven Nys en ploegmaat Richard Groenendaal elkaar voortdurend trachten de loef af te steken in de crossen van de regelmatigheidscriteria, of klassementscrossen, en dit gedrag zijn ploeg zeges begint te kosten, is dit voor Rabobank-ploegleider Jan Raas het signaal om beide renners op hun plichten te wijzen. Er wordt niet tegen, maar voor elkaar gekoerst. Mario De Clercq acht zichzelf inmiddels de koning te rijk, hij keert namelijk steeds met de ruiker bloemen huiswaarts. De ploegleiding was het 'haantjesgedrag' van de Belg en de Nederlander meer dan beu. Adri van Houwelingen, Jan Raas' rechterhand bij Rabobank, en Raas zelf, verplichtten vervolgens zowel Nys als Groenendaal het belang van de ploeg in pacht te houden. In België zorgde het relaas van Raas voor commotie omdat het veldritwereldje als veel te klein werd beschouwd om het landenbelang op een wereldkampioenschap zomaar te verloochenen, zo werd gepubliceerd door meerdere Vlaamse dagbladen zoals Gazet van Antwerpen en Het Belang van Limburg, en het wereldkampioenschap moest nog worden gereden. Groenendaal kwam in zijn achtertuin Sint-Michielsgestel, Noord-Brabant rond te rijden, wat de complottheorieën verder aanwakkerde.
Uittredend wereldkampioen Mario De Clercq was verwittigd. Bezwaarlijk vermag hij in Nys een bondgenoot zien. Wat Nys' rol voor België dan wel precies zal zijn op het wereldkampioenschap, is nog maar de vraag. Bondscoach Erik De Vlaeminck benoemt De Clercq tot kopman, naast Nys, maar weet niet meer wat hij nog aan de laatste heeft. De Clercq kon een drie op een rij scoren, evident zou dat alleen niet worden. En dan komt in de Nederlandse pers de aap uit de mouw. Een week voor het wereldkampioenschap, bij de verkenning van het parcours in Sint-Michielsgestel, merkt Trouw op dat de omloop niet deugt voor Nys. De balken waar hij als geen ander acrobatisch overheen kan springen werden voyant een aantal meter hoger gebouwd en liggen op een helling, waardoor ze op een wel erg cynische wijze nutteloos worden voor de jonge Belg. De omloop lag pasklaar voor Groenendaal alsof hij die zelf uitgetekend had, aldus de Belgen. Nys valt tijdens de verkenning altijd over de laatste balk. Zijn kansen worden tot het minimum gereduceerd. Zodus lijdt het geen twijfel meer voor België. Nys wordt 'Hollander' voor een uur.

### Groenendaal solo, met goedkeuring Nys en Rabobank
De wedstrijd bij de mannen elite heeft voor veel opschudding gezorgd omdat Rabobank haar plan wel degelijk heeft uitgevoerd, en wel op weinig subtiele wijze. De in Sint-Michielsgestel woonachtige Richard Groenendaal versnelde reeds in de eerste ronde. Zijn achterwiel was nimmer te zien, te danken aan Rabobanks ploegenspel. Het Belgisch zootje ongeregeld met kopmannen Mario De Clercq en Sven Nys had aanvankelijk geen verhaal tegen Groenendaal. Dat verhaal zou spoedig worden geschreven. De Belgen reden de hele koers achter de feiten aan. Nys ondernam geen enkele poging om Groenendaal terug te halen, wat hij doorheen het seizoen haast altijd had gedaan. De koerssituatie mondde toen uit in een cyclocrossversie van Het verdriet van België. Groenendaal sprokkelde al snel een stabiele voorsprong van 20 seconden bij elkaar. Daarachter een leegte.
De Belg Ben Berden leidde aanvankelijk de achtervolging in functie van De Clercq en Nys, maar haakte af waardoor Nys en De Clercq op elkaar aangewezen waren. De Clercq kreeg in de gaten dat Nys niet aan een achtervolging wilde meewerken. Nys hield op bevel van zijn ploeg Rabobank de benen stil op de brug, omdat de ploeg Groenendaal als thuisrijder maar vooral als eigen renner aan de zege trachtte te helpen. Nys was bereid mee te werken. Derhalve negeerde Nys de tactiek van Belgisch bondscoach Erik De Vlaeminck. Zijn gedrag zorgde voor frustratie bij Clercqske. Rabobank schakelde zijn renner Adrie van der Poel in om ook wat af te remmen door aan te pikken, wat De Clercq alsmaar nerveuzer en pissig maakte. Veteraan Van der Poel beëindigde aan het einde van het veldritseizoen zijn loopbaan. Van der Poel moest uiteindelijk, na opvallend overleg met Nys bij een doortocht aan de finish, de rol lossen en strandde op plaats vier.
Richard Groenendaal soleerde naar winst, met ruime voorsprong op zijn desolate Belgische medestander dan wel tegenstander. Het was voor Groenendaal de enige wereldtitel, nadat hij eerder al de zilveren medaille had behaald in Koksijde 1994. Het duo De Clercq-Nys 'sprintte' voor de zilveren plak. Nys liet de tweede plek aan De Clercq. Nys knipoogde naar Groenendaal bij het elkaar kruisen aan de finish. Tijdens de podiumceremonie lieten zowel Mario De Clercq als Sven Nys hun tranen de vrije loop.

### 'Landverrader' Nys en het 'Sint-Michielsgestelcomplex'
Nys was na de wedstrijd de pineut. Hij beweerde geen andere keuze te hebben, een uitspraak die op onbegrip van De Clercq stuitte en bij uitbreiding een aanzienlijk deel van het Belgische publiek. Nys excuseerde zich dan wel bij de boze Belgische fans, maar kon slechts op steun rekenen vanwege zijn eigen aanhang. In het weekend van het wereldkampioenschap van 2006 in Zeddam liet toenmalig uittredend wereldkampioen Nys weten dat het 'Sint-Michielsgestelcomplex' hem al vijf jaar achtervolgde. Groenendaal beschouwt zijn wereldtitel als een 'geen hoogtepunt, maar een dieptepunt in mijn carrière', zo onthulde hij in 2012 voor de Belgische Canvas-docu De Flandriens van het veld.
De koers zou Sven Nys de rest van zijn carrière blijven achtervolgen. In februari 2004 weigerde de Belgische delegatie zelfs in dienst van Nys te rijden, tijdens de beruchte Wereldbekermanche van Pijnacker die volgens de legende, Nys herschiep in de Kannibaal van Baal voor wie hij zou doorgaan. Daardoor verspeelde Nys in het seizoen 2003–2004 het eindklassement van de Wereldbeker. Toen Nys aan de vooravond van zijn laatste wereldkampioenschap Heusden-Zolder 2016 uitte dat hij destijds nooit dezelfde steun kreeg die Wout van Aert genoot, kreeg Nys harde kritiek van zijn voormalige collega Tom Vannoppen. "Sven, misschien is er wel een reden waarom niemand voor jou wilde rijden", waarmee Vannoppen verwees naar Sint-Michielsgestel.

## Uitslagen

### Mannen, elite
| Plaats | Renner              | Land      | Tijd   |
| ------ | ------------------- | --------- | ------ |
|        | Richard Groenendaal | Nederland | 59.57  |
| Zilver | Mario De Clercq     | België    | + 0.38 |
| Brons  | Sven Nys            | België    | + 0.42 |
| 4.     | Adrie van der Poel  | Nederland | + 1.18 |
| 5.     | Wim de Vos          | Nederland | + 1.50 |
| 6.     | Ben Berden          | België    | + 2.08 |
| 7.     | Peter Van Santvliet | België    | + 2.12 |
| 8.     | Gerben de Knegt     | Nederland | + 2.17 |
| 9.     | Daniele Pontoni     | Italië    | + 2.22 |
| 10.    | Dominique Arnould   | Frankrijk | + 2.23 |

### Mannen, beloften
| Plaats | Renner               | Land      | Tijd   |
| ------ | -------------------- | --------- | ------ |
|        | Bart Wellens         | België    | 53.32  |
| Zilver | Tom Vannoppen        | België    | + 0.44 |
| Brons  | Davy Commeyne        | België    | + 1.04 |
| 4.     | David Derepas        | Frankrijk | + 1.36 |
| 5.     | Camiel van den Bergh | Nederland | + 1.38 |
| 6.     | Steffen Weigold      | Duitsland | + 1.39 |
| 7.     | Sven Vanthourenhout  | België    | z.t.   |
| 8.     | Wilant van Gils      | Nederland | + 2.15 |
| 9.     | Thijs Volker         | Nederland | + 2.24 |
| 10.    | Roel van Houtum      | Nederland | + 2.29 |

### Jongens, junioren
| Plaats | Renner            | Land             | Tijd   |
| ------ | ----------------- | ---------------- | ------ |
|        | Bart Aernouts     | België           | 41.06  |
| Zilver | Walker Ferguson   | Verenigde Staten | + 0.15 |
| Brons  | David Kášek       | Tsjechië         | + 0.47 |
| 4.     | Kenny van Hummel  | Nederland        | z.t.   |
| 5.     | Pieter Ghyllebert | België           | z.t.   |
| 6.     | Koen de Kort      | Nederland        | z.t.   |
| 7.     | Vladimír Kyzivat  | Tsjechië         | + 0.50 |
| 8.     | Sven Häussler     | Duitsland        | z.t.   |
| 9.     | Enrico Franzoi    | Italië           | + 0.51 |
| 10.    | Klaas Vantornout  | België           | + 0.52 |

### Vrouwen
| Plaats | Renster              | Land                | Tijd   |
| ------ | -------------------- | ------------------- | ------ |
|        | Hanka Kupfernagel    | Duitsland           | 42.10  |
| Zilver | Louise Robinson      | Verenigd Koninkrijk | + 0.57 |
| Brons  | Daphny van den Brand | Nederland           | + 1.16 |
| 4.     | Laurence Leboucher   | Frankrijk           | + 2.03 |
| 5.     | Alison Dunlap        | Verenigde Staten    | + 2.30 |
| 6.     | Corine Dorland       | Nederland           | + 2.55 |
| 7.     | Ałła Jepifanowa      | Rusland             | + 3.14 |
| 8.     | Carmen Richardson    | Verenigde Staten    | + 3.15 |
| 9.     | Inge Velthuis        | Nederland           | + 3.36 |
| 10.    | Chantal Daucourt     | Zwitserland         | + 3.37 |

## Medaillespiegel
| Plaats | Land                | Goud | Zilver | Brons | Totaal |
| 1      | België              | 2    | 2      | 2     | 6      |
| 2      | Nederland           | 1    | 0      | 1     | 2      |
| 3      | Duitsland           | 1    | 0      | 0     | 1      |
| 4      | Verenigd Koninkrijk | 0    | 1      | 0     | 1      |
| 4      | Verenigde Staten    | 0    | 1      | 0     | 1      |
| 6      | Tsjechië            | 0    | 0      | 1     | 1      |
| Totaal | Totaal              | 4    | 4      | 4     | 12     |

Kampioenschappen:  Wereldkampioenschappen · 
 Belgische kampioenschappen · 
 Nederlandse kampioenschappen
Klassementen:  Wereldbeker · 
 Superprestige · 
 GvA Trofee · 
 Challenge national
1950 · 
1951 · 
1952 · 
1953 · 
1954 · 
1955 · 
1956 · 
1957 · 
1958 · 
1959 · 
1960 · 
1961 · 
1962 · 
1963 · 
1964 · 
1965 · 
1966 · 
1967 · 
1968 · 
1969 · 
1970 · 
1971 · 
1972 · 
1973 · 
1974 · 
1975 · 
1976 · 
1977 · 
1978 · 
1979 · 
1980 · 
1981 · 
1982 · 
1983 · 
1984 · 
1985 · 
1986 · 
1987 · 
1988 · 
1989 · 
1990 · 
1991 · 
1992 · 
1993 · 
1994 · 
1995 · 
1996 · 
1997 · 
1998 · 
1999 · 
2000 · 
2001 · 
2002 · 
2003 · 
2004 · 
2005 · 
2006 · 
2007 · 
2008 · 
2009 · 
2010 · 
2011 · 
2012 · 
2013 · 
2014 · 
2015 · 
2016 · 
2017 · 
2018 · 
2019 ·
2020 ·
2021 ·
2022 ·
2023 ·
2024 ·
2025

Categorieën

Mannen elite · 
vrouwen elite · 
mannen beloften · 
vrouwen beloften · 
jongens junioren · 
meisjes junioren · 
gemengde estafette

Voormalig:
mannen amateurs